# Було скучно
«Було скучно...» — український анімаційний фільм 1991 року студії «Укранімафільм», режисер - Людмила Ткачикова.

## Сюжет
Школяр здатний побачити справжні дива в повсякденній рутині. Він ніколи не розлучається зі своїм вірним котом і розділяє з рудим мурликою всі ті невеликі пригоди, які з ним трапляються, а іноді навіть неприємності. Що ж чекає цих вірних друзів.

## Над фільмом працювали:
- Наталя Гузєєва (в титрах Н. Гузеєва) (сценарист);

- Людмила Ткачикова (режисер);
- Валентина Серцова (художник-постановник);
- Марія Храпачова (композитор);
- Ірина Сергеєва (оператор);
- Ізраїль Мойжес (звукооператор);
- Олександр Лавров, Марина Медвідь, Р. Лумельська (аніматори);
- Ярослава Руденко-Шведова (у титрах Я. Руденко), О. Янковська, Н. Северіна (асистенти);
- О. Деряжна (режисер монтажу);
- Євген Назаренко (редактор);
- Єкатерина Московчук (у титрах Катя Московчук) (директор фільму).